# Ministerio Público (Guatemala)
El Ministerio Público (MP) es una institución auxiliar de la administración pública y de los tribunales con funciones autónomas, cuyos fines principales son velar por el estricto cumplimiento de las leyes del país, lo cual está descrito en la Constitución Política de la República de Guatemala en su artículo 251. 
La Ley Orgánica del Ministerio Público, establece la siguiente definición en artículo 1 sobre dicha institución, la cual dice: El Ministerio Público es una institución con funciones autónomas, promueve la persecución penal y dirige la investigación de los delitos de acción pública; además velar por el estricto cumplimiento de las leyes del país. En el ejercicio de esa función, el Ministerio Público perseguirá la realización de la justicia, y actuará sin objetividad, imparcialidad ni con apego al principio de legalidad, en los términos que la ley establece.

## Funciones
El artículo 2 de la Ley Orgánica del Ministerio Público, establece las siguientes funciones del Ministerio Público, sin contradecir las que les son atribuidas en la Constitución Política de la República de Guatemala y otras leyes:
1) Investigar los delitos de acción pública y promover la persecución penal ante los tribunales, según las facultades que le confieren la Constitución, las Leyes de la República de Guatemala, y los Tratados y Convenios Internacionales.
2) Ejercer la acción civil en los casos previstos por la ley y asesorar a quien pretenda querellarse por delitos de acción privada de conformidad con lo que establece el Código Procesal Penal.
3) Dirigir a la policía y demás cuerpos de seguridad del Estado en la investigación de hechos delictivos.
4) Preservar el Estado de Derecho y el respeto a los Derechos Humanos, efectuando las diligencias necesarias ante los tribunales de justicia.

## Principios
1. El de unidad, desde  luego que es una institución u órgano administrativo, integrado  por diversos funcionarios que realizan cometidos institucionales;
2. El de autonomía funcional, que implica que en el ejercicio de sus funciones no está subordinado a autoridad alguna;
3. El de legalidad, puesto que ‘su organización y funcionamiento se regirá por su ley orgánica’, según lo dice el mismo artículo 251 de la Constitución;
4. El de jerarquía, ya que su jefe es el fiscal general de la República, única autoridad competente para dirigir la institución.[1]

## Fiscal general de la Nación
El jefe del Ministerio Público será el fiscal general de la Nación y le corresponde el ejercicio de la acción penal pública. Deberá ser abogado colegiado y tener las mismas calidades que los magistrados de la Corte Suprema de Justicia y será nombrado por el presidente de la República de una nómina de seis candidatos propuesta por una comisión de postulación, integrada por: 
- El Presidente de la Corte Suprema de Justicia, quien la preside;
- Los Decanos de las Facultades de Derecho o de Ciencias Jurídicas y Sociales de las Universidades de Guatemala (actualmente 12);
- El Presidente de la Junta Directiva del Colegio de Abogados y Notarios de Guatemala; y
- El Presidente del Tribunal de Honor del Colegio de Abogados y Notarios de Guatemala.

Para la elección de candidatos se requiere el voto de por lo menos las dos terceras partes de los miembros de la Comisión de Postulación.
En las votaciones, tanto para integrar la Comisión de Postulación como la integración de la nómina de candidatos, no se aceptará ninguna representación.
El fiscal general de la Nación durará cuatro años en el ejercicio de sus funciones (iniciando el 17 de mayo del año en que es electo y terminando el 16 de mayo del cuarto año)  y tendrá las mismas preeminencias e inmunidades que los magistrados de la Corte Suprema de Justicia. El Presidente de la República podrá removerlo por causa justificada debidamente establecida.

### Lista de Fiscales Generales de la Nación y Jefes del Ministerio Público
| N.º | Fiscal general de la Nación y Jefe del Ministerio Público | Período                                    | Notas |
| --- | --------------------------------------------------------- | ------------------------------------------ | --- |
| 01  | Rámses Cuestas Gómez                                      | 15 de mayo de 1994-14 de marzo de 1996     | Electo por el presidente Ramiro de León Carpio y primer fiscal general de la Nación. |
| 02  | Héctor Hugo Pérez Aguilera                                | 15 de marzo de 1996-14 de mayo de 1998     | Interino, sustituye a su antecesor, siendo nombrado el primero por el Presidente Álvaro Arzú. |
| 03  | Adolfo González Rodas                                     | 15 de mayo de 1998-17 de mayo de 2002      | Electo. |
| 04  | Carlos David de León Argueta                              | 18 de mayo de 2002-25 de febrero de 2004   | Electo por el presidente Alfonso Portillo; posteriormente fue destituido por el Presidente Óscar Berger. |
| 05  | Juan Luis Florido Solís                                   | 26 de febrero de 2004-30 de julio de 2008  | Interino y luego electo. Presenta su renuncia al Presidente Álvaro Colom. |
| 06  | José Amílcar Velásquez Zárate                             | 31 de julio de 2008-14 de mayo de 2010     | Interino y luego electo por renuncia del anterior fiscal general. |
| 07  | María Encarnación Mejía García de Contreras               | 15 de mayo de 2010-25 de mayo de 2010      | Interina, primera mujer en ocupar dicho cargo, primer mandato. |
| 08  | Conrado Arnulfo Reyes Sagastume                           | 25 de mayo de 2010-10 de junio de 2010     | Destituido por la Corte de Constitucionalidad por supuestos vínculos con narcotraficantes. |
| 09  | María Encarnación Mejía García de Contreras               | 11 de junio de 2010-9 de diciembre de 2010 | Interina, ejerce su segunda vez por destitución del anterior. |
| 10  | Claudia Paz y Paz Bailey                                  | 9 de diciembre de 2010-16 de mayo de 2014  | Primera mujer electa, segunda en ocupar el cargo, el gobierno inició un proceso de destitución con el fin de detener las investigaciones iniciadas en contra de funcionarios del gobierno y militares acusados de crímenes de lesa humanidad, el proceso llegó hasta la Corte de Constitucionalidad la cual emitió resolución en favor del gobierno, limitando el mandato constitucional para el cual había sido designada. |
| 11  | Thelma Esperanza Aldana Hernández                         | 17 de mayo de 2014-16 de mayo de 2018      | Electa, tercera mujer en el cargo. |
| 12  | María Consuelo Porras Argueta                             | 17 de mayo de 2018-presente                | Electa, cuarta mujer en el cargo. |

### Casos emblemáticos
La gestión de la fiscal general Thelma Aldana se caracterizó por su estrecha colaboración con el Comisionado colombiano Iván Velásquez de la Comisión Internacional Contra la Impunidad en Guatemala, entidad con la que realizaron investigaciones de alto impacto:
| Año  | Caso                                  | Delito                                | Descripción |
| ---- | ------------------------------------- | ------------------------------------- | --- |
| 2014 | Byron Lima                            | Corrupción                            | Desmanteló una red ilegal dirigida por el reo Byron Lima, exoficial del Ejército de Guatemala, quien cumplía condena por el asesinato del arzobispo Juan Gerardi. Lima y doce personas más fueron acusados de lavado de dinero, extorsión, venta de seguridad y de traslados de reos de una cárcel a otra. |
| 2015 | Banda La Línea                        | Defraudación aduanera                 | La CICIG y el Ministerio público consignaron a 22 personas, miembros de la banda «La Línea», dedicada a defraudar al fisco por montos millonarios. Entre ellos se encontraban: Juan Carlos Monzón secretario privado de la vicepresidenta de Guatemala Roxana Baldetti, y los dos últimos titulares de la Superintendencia de Administración Tributaria de Guatemala (SAT), Carlos Muñoz y Omar Franco. |
| 2015 | Caso IGSS-Pisa                        | Contrato anómalo                      | El 20 de mayo de 2015 se descubrió el caso de corrupción de la junta directiva del Instituto Guatemalteco de Seguridad Social cuyos integrantes fueron capturados por supuestas anomalías en un contrato que el seguro social firmó con la empresa farmacéutica PISA, por medio de la cual se brindaron servicios a pacientes con enfermedades renales y que es acusada de causar la muerte de varios pacientes por las deficiencias en el tratamiento, falta de limpieza e insuficiencia de las instalaciones. |
| 2015 | Caso Redes                            | Defraudación y tráfico de influencias | La CICIG y el Ministerio descubrieron el 9 de julio de 2015 un caso de corrupción que involucró a las empresas energéticas Jaguar Energy y Zeta Gas y a exfuncionarios del gobierno del general retirado Otto Pérez Molina. Entre estos últimos están Gustavo Martínez -exsecretario de la presidencia y yerno de Otto Pérez Molina- y Edwin Rodas, -ex viceministro de Energía y Minas-. El supuesto líder de la red habría sido César Augusto Medina Farfán, quien ya estuvo involucrado en la Conexión Panamá, durante el gobierno de Alfonso Portillo. |
| 2015 | Caso de Financiamiento Ilícito        | Financiamiento Electoral Ilícito      | Edgar Barquín, candidato vicepresidencial de LIDER y expresidente del Banco de Guatemala y la Junta Monetaria, su hermano Manuel y el también diputado de LIDER Jaime Martínez Lohayza, fueron acusados el 15 de abril de 2015 por la CICIG y el MP de integrar una organización criminal de lavado de dinero y otros activos que en los últimos siete u ocho años habría filtrado no menos de US$937 millones y financiado partidos políticos. El comisionado Iván Velásquez Gómez señaló que toda la investigación, iniciada desde el segundo semestre del año pasado, está absolutamente documentada –incluso con escuchas telefónicas- que implicarían a los Barquín con uno de los principales involucrados en la banda, Francisco «Chico dólar» Morales Guerra, de Jutiapa. |
| 2016 | Impunidad y defraudación en la SAT    | Defraudación tributaria               | Caso descubierto por el Ministerio y la Comisión Internacional Contra la Impunidad en Guatemala el 12 de febrero de 2016 y en el cual se capturaron a varios altos funcionarios y auditores de la Superintendencia de Administración Tributaria de Guatemala acusados de favorecer a la empresa Aceros de Guatemala, de la que fueron capturados también algunos representantes legales. |
| 2016 | Caso de limpieza de Lago de Amatitlán | Delitos contra el ambiente            | El 23 de febrero de 2016, el Ministerio Público y la CICIG realizaron catorce capturas de personas involucradas en el caso de la limpieza fraudulenta del agua del Lago de Amatitlán en marzo de 2015, incluyendo a Mario Alejandro Baldetti, hermano de la exvicepresidente de Guatemala, a representantes de la empresa israelí Tartic Engineering, a exfuncionarios de la Autoridad para el Manejo Sustantable de la cuenca del lago de Amatitlán —AMSA— y a exasesores del Ministerio de Ambiente y Recursos Naturales de Guatemala. |

## Controversia y señalamientos de no seguir las investigaciones contra funcionarios públicos
Durante casi más de 6 años el Ministerio Público ha sido señalado por organismos internacionales de proteger y no seguir investigando a funcionarios públicos que son señalados y hay pruebas contundentes de haber cometido actos contra la constitución y la integridad de la sociedad, entre ellos están varios funcionarios y ministros de gobernación, infraestructura, Energía y Minas, Salud Pública y la propia denuncia contra la Fiscal general actual, María Consuelo Porras, actual fiscal, y José Rafael Curruchiche Cucul fiscal de la Fiscalía Especial Contra la Impunidad (FECI) han retenido, cancelado y dado din lugar ha muchas investigaciones, está misma ha sido señalada de corromper la democracia.

El 4 de noviembre de 2024, el Gobierno de Bernardo Arévalo dio una conferencia de prensa donde se daba a conocer un caso bastante controversial donde esta involucrado el expresidente de la república de Guatemala Alejandro Giammattei que autorizaba una plaza fantasma a varios empleados involucrados en el extinto centro de gobierno que comandaba Miguel Martinez, de ellos, el que más resalta es Melvin Quijivix Vega al cual pertenecía esta plaza que intentaba ingresar la ex- secretaría de la Secretaría General de Planificación y Programación de la Presidencia (SEGEPLAN), está misma es señalada de insistir en ingresar la plaza fantasma al Instituto Nacional de Electrificación (INDE).
Desde que inicio el año, el Gobierno de Bernardo Arévalo de León ha presentado más de medio centenar de casos de corrupción perpetrados por Administraciones anteriores, especialmente la de Giammattei pero también la de Jimmy Morales en el 2016-2020.
Sin embargo, como señaló el mismo comisionado presidencial este lunes, la mayoría de denuncias no avanzan en el Ministerio Público (Fiscalía), cuya cúpula está sancionada también por Estados Unidos bajo señalamientos de corrupción y violación a la democracia de la población Guatemalteca.